# Chrusty Nowe
Chrusty Nowe – przystanek kolejowy w Nowych Chrustach, w województwie łódzkim, w Polsce. Przebiega przez niego linia kolejowa nr 1 z Warszawy Zachodniej do Katowic. Składa się z dwóch peronów po jednej krawędzi peronowej o długości użytkowej 200 m.

## Ruch pasażerski[2]
| Rok  | Wymiana pasażerska na dobę |
| ---- | -------------------------- |
| 2017 | 20-49                      |
| 2018 | 50-99                      |
| 2019 | 50-99                      |
| 2020 | 20-49                      |
| 2021 | 50-99                      |
| 2022 | 100-149                    |
| 2023 | 150-199                    |
| 2024 | 150-199                    |